# Казе Бресан (Горица)
Казе Бресан је насеље у Италији у округу Горица, региону Фурланија-Јулијска крајина.
Према процени из 2011. у насељу је живело 23 становника. Насеље се налази на надморској висини од 47 м.